# Туккоджі
Туккоджі Бхонсле (1677–1736) — магараджа Тханджавура, син Екоджі I, молодший брат свого попередника, магараджі Серфоджі I.